# Novo Horizonte do Norte

Novo Horizonte do Norte este un oraș în Mato Grosso (MT), Brazilia.